# Risør
Risør é uma comuna da Noruega, com 191 km² de área e 6 938 habitantes (censo de 2004).         